# Аниеке, Питер
Питер Аниеке (англ. Peter Anieke; 2 марта 1946, Джос, Нигерия — 20 апреля 2015) — нигерийский футболист, полузащитник. Участник летних Олимпийских игр 1968 года.

## Биография
С 1965 года по 1966 год играл за команду штата Плато. Затем выступал за нигерийский клуб «Стэйшнери Сторс».
В 1968 году главный тренер национальной сборной Нигерии Йожеф Эмбер вызвал Питера на летние Олимпийские игры в Мехико. В команде он получил 10 номер. В своей группе Нигерия заняла последнее четвёртое место, уступив Бразилии, Японии и Испании. Питер Аниеке на турнире сыграл во всех трёх играх и забил гол в ворота Бразилии.
Всего за сборную Нигерии провёл 30 матчей и забил 5 голов.
После окончания карьеры игрока проходил тренерские курсы в Венгрии.
Питер Аниеке поженился в 1970 году, в браке имел шестерых детей. Скончался 20 апреля 2015 года в возрасте 69 лет.